# Flavio Cotti
Flavio Cotti (Muralto, 18 ottobre 1939 – Locarno, 16 dicembre 2020) è stato un politico, avvocato e notaio svizzero di lingua italiana, membro del Partito Popolare Democratico.
Consigliere federale dal 1987 al 1999, è stato Presidente della Confederazione svizzera nel 1991 e 1998. Ha guidato il Dipartimento federale dell'interno dal 1987 al 1993 e il Dipartimento federale degli affari esteri dal 1993 al 1999.

## Biografia
Flavio Cotti è nato in una famiglia di mercanti. I suoi antenati originariamente provenivano infatti dalla Vallemaggia fino alla città e vi gestivano uno Stoffhandel. Cotti ha frequentato il Collegio Papio Ascona e il Collegio benedettino di Sarnen. Nel 1962 prese una laurea in legge presso l'Università di Friburgo. Dopo la laurea, ha lavorato come avvocato a Locarno, insieme al suo parente Gabriele Pedrazzini.
Nel 1964-1975 è stato nel Consiglio comunale (legislativo) a Locarno, nel 1967-1975 membro del Gran Consiglio e nel 1975-1983 al Consiglio di Stato. Ha presieduto i Dipartimenti dell'Economia e Giustizia. Cotti ha presieduto dal 1984 al 1986, il CVP. La sua elezione al Consiglio nazionale ebbe luogo nel 1983. Membro del Consiglio federale dal 1986 al 1999, ha militato nel PPD.
Ha ricoperto due volte la carica di Presidente della Confederazione svizzera, nel 1991 e nel 1998, celebrando 700 anni di confederazione e 150 anni di stato federale. Come presidente in carica dell'OSCE, ha confermato l'esistenza delle condizioni minime per tenere le elezioni generali in Bosnia ed Erzegovina del 1996. Come presidente, ha fatto visita a Nelson Mandela a Città del Capo nel 1998.
Flavio Cotti è deceduto a Locarno il 16 dicembre 2020, per complicazioni da COVID-19.